# Markos Vamvakaris
Márkos Vamvakáris (Grieks: Μάρκος Βαμβακάρης) (Ano Syros (Syros), 10 mei 1905 - Athene, 8 februari 1972) was een Grieks rebetika-musicus en componist. Hij wordt wel de 'patriarch van de rebetika' genoemd.
- Bibliothèque nationale de France: cb14235393j (data)
- Gemeinsame Normdatei: 13526684X
- International Standard Name Identifier: 0000 0000 6322 407X
- Library of Congress Control Number: no97026757
- MusicBrainz: 482a86e0-4d49-4d26-8406-3d06f01f0285
- Nationale bibliotheek van Australië: 36194489
- Nationale Bibliotheek van Israël: 987007457798605171
- SNAC: w6ms40d7
- Système universitaire de documentation: 084748362
- Trove: 1227132
- Virtual International Authority File: 34060716
- WorldCat: E39PBJkhQfHfprw8Bc7D9gHgrq